# حسن شاه صفي
العميد الطيار حسن شاه صفي (بالفارسية: حسن شاه‌صفی) هو قائد القوة الجوية لجيش الجمهورية الإسلامية الإيرانية. تم تعيينه لهذا المنصب بتاريخ 31 أغسطس 2008 عبر حکم القائد العام للقوات المسلحة الإيرانية علي الخامنئي.